# Pers (media)

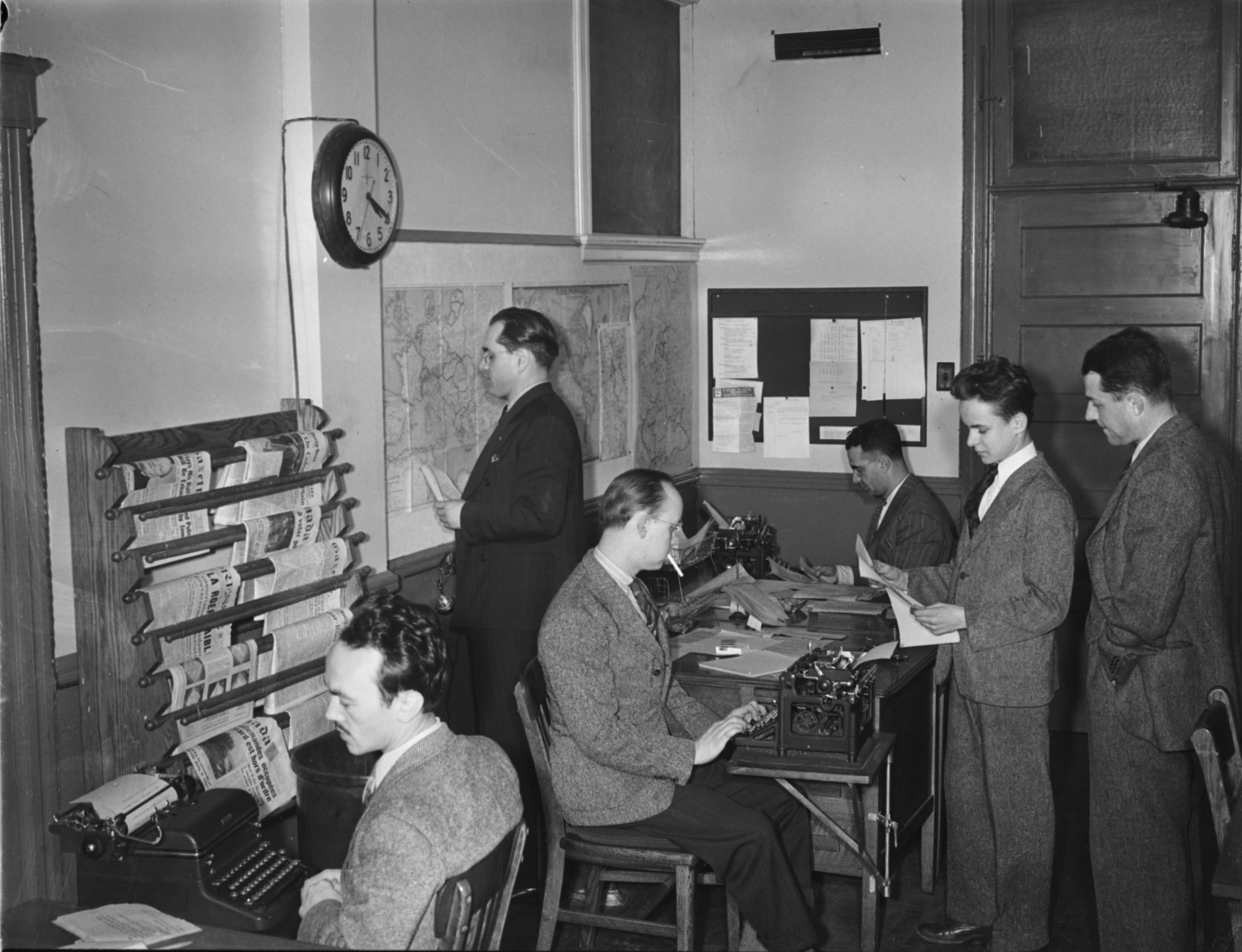
Journalisten aan het werk in Montreal (Canada) in de jaren 40

Pers is een overkoepelende benaming voor bijna alle vormen van journalistieke media die gericht zijn op het publiek berichten over recente gebeurtenissen. Hieronder vallen onder andere:
- kranten
- tijdschriften
- journaals (op zowel radio als televisie)
- nieuwswebsites.

De naam is afgeleid van de drukpers, die wordt gebruikt bij het drukken van kranten. De pers behoort tot de massamedia.

## Maatschappelijke functies
De pers vervult verschillende maatschappelijke functies.
- Informerende functie. De pers verkoopt nieuws en actualiteit. Door het grote bereik van de pers proberen ook de politiek en het bedrijfsleven via hun mediakanalen informatie te verspreiden. De pers heeft dankzij dit grote bereik een bijzondere functie in de maatschappij als informatievoorziening van de burger. De pers onderzoekt hoe de overheid werkt en of deze de rechten van burgers naleeft en informatie informeert de burger hierover. In die rol kan de pers misstanden te berde brengen.
- Controlerende functie. Door haar directe relatie met de informatiebronnen vertolkt de pers de functie van een "waakhond" (toezichthouder) die het reilen en zeilen van de overheid en het bedrijfsleven in de gaten houdt. In deze rol eist ze openbaarheid van gegevens op, of weet via informanten en klokkenluiders geheime informatie tot zich te krijgen. Dit staat op gespannen voet met staatsgeheimen. In Nederland heeft de Wet openbaarheid van bestuur journalisten meer toegang gegeven tot overheidsstukken.
- Opiniërende functie. Door de informerende functie op grote schaal, kan de pers een stempel drukken op het nieuws. Door specifieke aandacht voor een thema heeft het invloed op de publieke opinie. Ook in opinies en columns kan beleid voorzien worden van kritiek en commentaar of een ingenomen standpunt geventileerd worden.
- Spreekbuisfunctie. Door het direct contact met de burger kan de pers een spreekbuis vormen voor wat er leeft in de bevolking en welke misstanden er bestaan in de maatschappij. In sommige gevallen kan de pers zoveel aandacht geven aan een onderwerp dat het de publieke opinie beïnvloedt, of ze weet het onderwerp op de politieke agenda te zetten.

## Vlaanderen
Het Vlaamse medialandschap vertoont een sterke concentratie. Anno 2018 waren geschreven pers, televisie en radio nagenoeg volledig in handen van vijf groepen: De Persgroep, Mediahuis, VRT, Roularta en SBS Belgium.

## Internationaal
In de Verenigde Staten peilt opinieonderzoeker Gallup sedert 1973 (1993 voor tv) naar het vertrouwen van de Amerikanen in twee facetten van de nieuwsmedia - kranten en televisienieuws. In 2022 zakte het vertrouwen naar een historisch dieptepunt: slechts 16% van de Amerikaanse volwassenen zegde "veel" of "behoorlijk veel" vertrouwen te hebben in kranten en 11% in het televisienieuws.